# Caccobius inconspicuus
Caccobius inconspicuus är en skalbaggsart som beskrevs av Fahraeus 1857. Caccobius inconspicuus ingår i släktet Caccobius och familjen bladhorningar. Inga underarter finns listade.